# Avenue de la Chapelle (Woluwe-Saint-Lambert)
 (signalé en août 2025).
Si vous disposez d'ouvrages ou d'articles de référence ou si vous connaissez des sites web de qualité traitant du thème abordé ici, merci de compléter l'article en donnant les références utiles à sa vérifiabilité et en les liant à la section « Notes et références ».
- Archive Wikiwix
- Bing
- Cairn
- DuckDuckGo
- E. Universalis
- Gallica
- Google
- G. Books
- G. News
- G. Scholar
- Persée
- Qwant
- (zh) Baidu
- (ru) Yandex
- (wd) trouver des œuvres sur Wikidata

 (août 2025).
Motif : Rue sans notoriété évidente. Sources secondaires semblent absentes.
- Archive Wikiwix
- Bing
- Cairn
- DuckDuckGo
- E. Universalis
- Gallica
- Google
- G. Books
- G. News
- G. Scholar
- Persée
- Qwant
- (zh) Baidu
- (ru) Yandex
- (wd) trouver des œuvres sur Wikidata

| 1. | Préciser le motif de la pose du bandeau. | Précisez le motif de la pose du bandeau en utilisant la syntaxe suivante : {{admissibilité à vérifier\|date=août 2025\|motif=remplacez ce texte par le motif}}                                                    |
| 2. | Informer les utilisateurs concernés.     | Pensez à avertir le créateur de l'article, par exemple, en insérant le code ci-dessous sur sa page de discussion : {{subst:avertissement admissibilité à vérifier\|Avenue de la Chapelle (Woluwe-Saint-Lambert)}} |

Pour les articles homonymes, voir Avenue de la Chapelle.
L'avenue de la Chapelle (en néerlandais : de la Kapellaan) est une avenue bruxelloise de la commune de Woluwe-Saint-Lambert qui va de l'avenue Jean-François De Becker à l'avenue Émile Vandervelde.

## Histoire et description
L'avenue doit son nom à la chapelle de Marie-la-Misérable.
La numérotation des habitations va de 1 à 35 pour le côté impair et de 2 à 66 pour le côté pair.